# Брат з іншої планети
«Брат з іншої планети» (англ. The Brother from Another Planet) — американський фантастичний фільм.

## Сюжет
Раб-втікач з чужої планети здійснює вимушену посадку на Землі. Не помічаючи в ньому нічого незвичайного, люди приймають його за чорношкірого бомжа, і незабаром мовчазний прибулець знаходить притулок в Гарлемі, де влаштовується на роботу в салон гральних автоматів.

## У ролях
- Джо Мортон — Брат
- Розанна Картер — жінка з Вест-Індії
- Рей Рамірез — іспанець
- Ів Рене — гаїтянин
- Пітер Річардсон — мусульманин
- Джинні Янг — крамар кореєць
- Деріл Едвардс — Флай
- Стів Джеймс — Оделл
- Леонард Джексон — Смокі
- Білл Коббс — Вальтер
- Меггі Ренці — Норін
- Ольга Мередіз — клієнт Норін
- Том Райт — Сем
- Мінні Гентрі — місіс Браун
- Рен Вудс — Берніс
- Реггі Рок Байтвуд — Рікі
- Елвін Алексіс — Вілліс
- Керолайн Аарон — Ренді Сью Картер
- Герберт Ньюсом — маленький Ерл
- Джон Сейлз — людина в чорному
- Девід Стретейрн — людина в чорному
- Розетта ЛеНойр — мама
- Майкл Ментелл — містер Лав
- Джейм Тіреллі — Гоктор
- Ліан Александра Кертіс — Ейс
- Фішер Стівенс — обманщик
- Чарльз Мітчелл — Ед
- Девід Бабкок — Філ
- Ренді Фрезіер — викидайло
- Ді Ді Бріджуотер — Малверн Девіс
- Сідні Шеріфф молодший — Вірджил
- Коппер Каннінгем — чорна повія
- Маріса Сміт — біла повія
- Ізмаїл Х'юстон-Джонс — танцюрист
- Кім Стонтон — учитель
- Двейна Кайлес — офіціантка
- Карл Гордон — містер Прайс
- Леон В. Грант — баскетболіст
- Ентоні Томас — баскетболіст
- Андре Робінсон мол. — штовхач
- Джон Грісмер — білий поліцейський
- Елліс Вільямс — сторож
- Едвард Беран — містер Венс
- Джош Мостел — продавець Casio
- Дебора Тейлор — портьє
- Херб Даунер — Floor Buffer

в титрах не вказані
- Джанкарло Еспозіто — арештований
- Піт Річардсон — вуличний торговець
- Джон Канада Террелл — Baby Grand patron